# Frederic de Baden
Frederic de Baden-Durlach (en alemany Friedrich von Baden-Durlach) va néixer a Stuttgart (Alemanya) el 7 d'octubre de 1703 i va morir a Karlsruhe el 26 de març de 1732. Era un noble alemany, el segon fill de Carles Guillem III (1679-1738) i de Magdalena Guillema de Württemberg (1677-1742).
Amb la primerenca mort del seu germà gran, Carles Magnus (1701-1712), Frederic va esdevenir el príncep hereu. El seu pare va procurar donar-li una acurada educació i el va enviar a passar llargues estades a França, als Països Baixos i a Anglaterra. El 1724 va ser nomenat coronel i el 1728, sergent General. Durant un viatge del seu pare a Holanda el 1729 Frederic es va fer càrrec del govern de Baden en nom seu. Però, fora d'aquesta regència interina, Frederic no va arribar mai a governar, ja que va morir molt jove, abans que el seu pare, probablement d'una tuberculosi, essent el seu fill Carles Frederic qui succeí el seu pare, el 1738.

## Matrimoni i fills
El 3 de juliol de 1727 es va casar a Ljouwert amb Carlota Amàlia de Nassau-Dietz (1710-1777), filla del príncep Joan Guillem d'Orange-Nassau (1687-1711) i de Maria Lluïsa de Hessen-Kassel (1688-1765). El matrimoni va tenir dos fills: 
- Carles Frederic (1728-1811), casat primer amb Carolina Lluïsa de Hessen-Darmstadt (1723-1783), i després amb Lluïsa Carolina de Geyersberg.
- Guillem Lluís (1732-1788)